# Canellaceae
Las caneláceas (Canellaceae) son una familia de Angiospermas del Orden Canellales. Consta de 5 géneros con unas 16 especies, que se distribuyen por los trópicos y subtrópicos de África y América.

## Descripción
- Árboles, raramente arbustos, perennifolios, glabros, aromáticos.
- Hojas alternas, en espiral o dísticas, simples, enteras, coriáceas, pecioladas, pinnatinervias, sin estípulas, con glándulas traslúcidas, parénquima en empalizada ausente en Pleodendron y Canella. Estomas paracítico en los géneros americanos, y anomocíticos en los del Viejo Mundo.
- Tallos con nodos trilacunares, rara vez bilacunares, con 3 rastros foliares, radios xilemáticos estrechos y bajos. corteza con lenticelas peculiares, prominentes.
- Inflorescencias terminales o axilares, en panícula (Canella) o racimo, o flores solitarias (por reducción) y axilares.
- Flores actinomorfas, regulares, hipóginas, fundamentalmente trímeras. Receptáculo escasamente excavado. Disco hipógino ausente. Sépalos 3, gruesos, coriáceos, imbricados. Pétalos en 1-2(-4) verticilos anisómeros o bien en espiral, (4-)5-12, delgados, imbricados, usualmente libres (soldados en la base en Canella y hasta la mitad en Cinnamosma). Androceo monadelfo, muy apretado contra el ovario, de 6-12 estambres, aparentemente derivado de la fusión de 2 verticilos en Warburgia y Canella, anteras extrorsas, bitecas, cada teca 2-esporangiada, soldadas al tubo estaminal por fuera, sésiles, dehiscencia por una hendidura longitudinal, conectivo no o apenas prominente. Gineceo paracárpico, con el ovario 2-6-carpelar, unilocular, súpero, estilo corto y grueso, estigma apical, capitado, 2-6-lobulado; óvulos 2-muchos en 1-2 filas en cada una de las 2-6 placentas parietales, hemianátropos a campilótropos, bitégmicos, crasinucelados.
- Fruto en baya con el cáliz persistente, con 2 o más semillas.
- Semillas con exotesta tan sólo, tegmen colapsado, con idioblastos oleosos, endospermo abundante, oleoso (ruminado en Cinnamosma, embrión pequeño, recto a ligeramente curvo, con 2 cotiledones.
- Polen en mónadas, delicado, monosulcado (usualmente con un 10% de granos tricotomosulcados), aperturas distales, exina generalmente tectada y granular, intectada y reticulada en Cinnamosma, granos pequeños y poco ornamentados en Cinnamodendron y Warburgia, mayores y más fuertemente ornamentados en Canella y Pleodendron, en general similar al de las Myristicaceae.
- Número cromosómico: 2n = 22, 26, 28.

## Ecología
En Canella winterana las flores son protóginas, las flores del mismo pie están perfectamente sincronizadas para funcionar como masculinas o femeninas el mismo día (o parte de él). Las bayas, usualmente rojas, probablemente las comen los pájaros, que contribuyen a la dispersión de las semillas (ornitocoria); son atacadas por larvas de diferentes insectos, entre ellas, de dípteros. Las especies forman parte de bosques tanto xéricos como húmedos.

## Fitoquímica

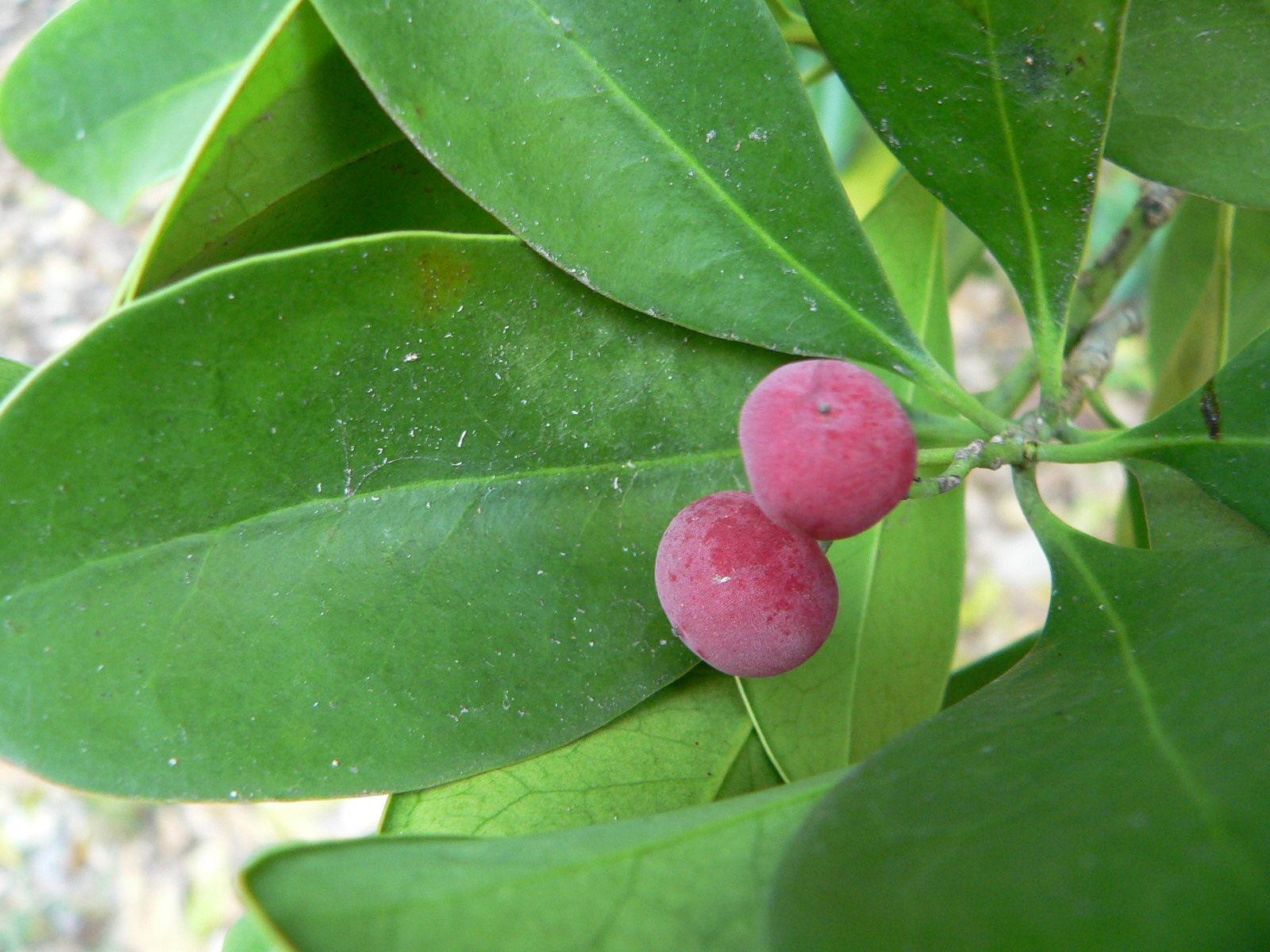
Frutos de Canella winterana, fotografía tomada en Pointe des Châteaux, Guadalupe, octubre de 2008.

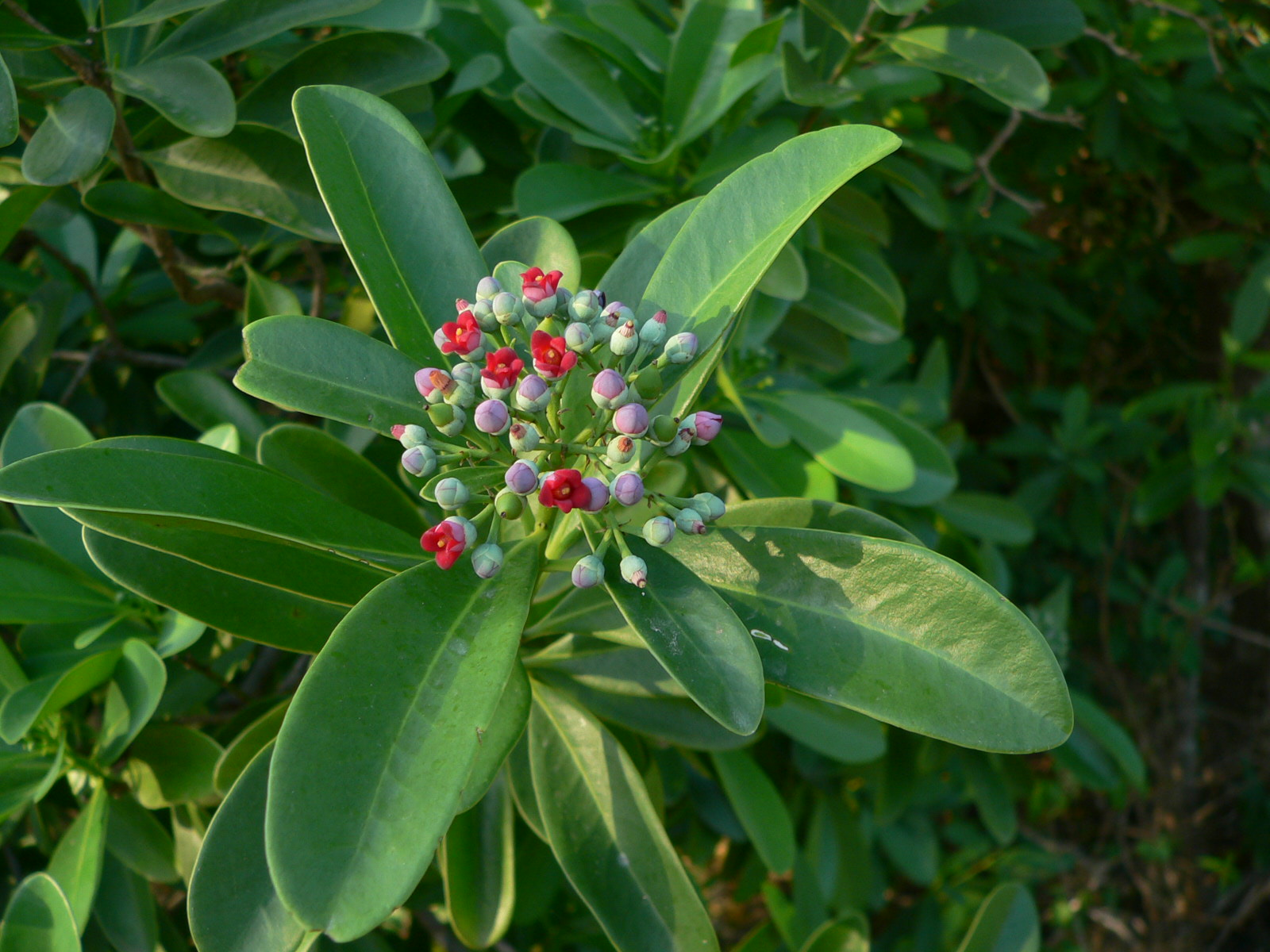
Flores de Canella winterana, fotografía tomada en Pointe des Châteaux, Guadalupe, octubre de 2008.

Monoterpenos comunes y sesquiterpenos del tipo del drimano presentes (p. ej., cinnafragrinas, cinnamodial, capsicodendrina) (este carácter compartido sólo con las Winteraceae en las Angiospermas). También presentan alcaloides del tipo de las aporfinas y de la N-(cinnamoil)-triptamina, lignanos del tipo de la ariltetralina, cinamaldehídos y alilfenoles. Cristales de oxalato cálcico en el mesófilo foliar. Suelen ser cianogenéticas. Protocianidinas, flavonoles, saponinas, sapogeninas y ácido elágico ausentes.

## Usos
Las caneláceas han tenido siempre uso local como plantas aromáticas y en farmacopea; algunas han extendido su uso al mercado mundial mediante el comercio, p. ej., la canela blanca, Canella winterana, nativa de Florida y las Antillas, que se usa como condimento, presentando propiedades tónicas. El saro o sándalo verde (también conocida por el nombre local mandravasarotra), Cinnamosma fragrans, de Madagascar, se exporta a la India para ser quemado en las ceremonias; la corteza de la canela roja o falso árbol de invierno, Cinnamodendron corticosum, se usa como sucedáneo de la del canelo de Chile y Argentina, Drimys winteri (que es una winterácea). En África, diversas especies de Warburgia tienen uso medicinal, entre ellas las cortezas de Warburgia salutaris y Warburgia ugandensis, para el tratamiento de fiebres, resfriados y malaria. Otras especies tienen usos maderables o en la producción de resinas usadas como cola de pegar.

## Fósiles
Se conocen hojas fósiles de Canella del Plioceno de Bahía (Brasil) y polen de Pleodendron del Oligoceno medio de Puerto Rico.

## Posición sistemática
Las caneláceas son un grupo primitivo de Angiospermas, que, dependiendo del sistema de clasificación y de los caracteres considerados, se han incluido en el Orden Parietales o se han aproximado a las miristicáceas o a las winteráceas. El APW (Angiosperm Phylogeny Website) considera que forma parte del Orden Canellales, siendo el grupo hermano de las winteráceas (cf. AP-website).

## Táxones incluidos
Introducción teórica en Taxonomía
El género Capsicodendron se mantiene en este tratamiento en la sinonimia de Cinnamodendron a pesar de que hay estudios preliminares de filogenia molecular que lo separan de este (sin que lo corrobore la morfología) y lo acercan más a Warburgia y Cinnamosma. Los géneros actualmente reconocidos en esta familia se pueden separar como sigue:
- Pétalos soldados en tubo hasta la mitad de su longitud.

Cinnamosma Baill., 1867. Madagascar.
- Pétalos libres o ligeramente soldados en la base.

- Pétalos 5, soldados ligeramente en la base. Inflorescencia terminal, en panícula.

Canella P. Browne, 1757. Florida, Antillas, norte de Sudamérica.
- Pétalos 6-12, libres. Inflorescencias o flores solitarias axilares.

- Pétalos 12, en 3-4 verticilos. Estambres 12. Carpelos 6.

Pleodendron Tiegh., 1899. Antillas Mayores, Costa Rica.
- Pétalos 6-10, en 2 verticilos. Estambres 6-10. Carpelos 2-5(-6).

- Pétalos 6-10. Estambres 6-10. Carpelos 2-4(-6). Hojas elípticas a obovadas. Fruto maduro de hasta 2 cm de largo.

Cinnamodendron Endl., 1840 (= Capsicodendron Hoehne, 1933). De las Antillas Mayores al sur de Brasil.
- Pétalos 10. Estambres 10. Carpelos 5. Hojas oblanceoladas a alargado-espatuladas. Fruto maduro de 3-6 cm de largo.

Warburgia Engl., 1895. África oriental y del sur.